# Otto's
Otto's  est une entreprise de distribution suisse fondée en 1985 par Otto Ineichen, conseiller national lucernois.

## Histoire
- Fin août 1978, une grande partie du canton du Tessin est inondée, Otto Ineichen acheta toute la marchandise d'un centre d'achat pour revendeurs à Losone et loua un magasin à Lucerne où il vendit sa marchandise sous la raison sociale « Ottos's Schadenposten »
- 1984, changement de stratégie, il ne vend plus que des produits de qualité, d'où le changement de nom en 1985 en « Otto's Warenposten »
- 1988, construction à Sursee, d'un grand complexe administratif et d'entrepôts.
- 1989, premier magasin en Suisse romande à Yverdon sous le nom « Otto le soldeur ».
- 1999, changement de nom en « Otto's »
- 2001, Otto Ineichen passe la direction à son fils Mark
- Décembre 2003, Otto Ineichen devient Conseiller National à Lucerne
- 6 juin 2012 décès de Otto Ineichen d'un arrêt cardiaque deux jours avant ses 71 ans[1],[2].